# أرتيم سافين
أرتيم سافين (بالأوكرانية: Савін Артем Сергійович)‏ هو لاعب كرة قدم أوكراني في مركز الدفاع، ولد في 20 يناير 1981 في لوهانسك في أوكرانيا. لعب مع أولمبيك دونيتسك وزوريا لوهانسك وشاختار دونيتسك وميتالورغ دونيتسك ونادي أوليكساندريا ونادي إيليتشيفيتس ماريوبول.

## وصلات خارجية
- أرتيم سافين على موقع اتحاد أوكرانيا (الإنجليزية)
- أرتيم سافين على موقع قاعدة بيانات كرة القدم.إي يو (الإنجليزية)
- أرتيم سافين على موقع Soccerway.com (الإنجليزية)